# Sandie Shaw
Sandie Shaw, pseudonimo di Sandra Ann Goodrich (Dagenham, 26 febbraio 1947), è una cantante britannica, tra le più famose degli anni sessanta, soprannominata la cantante scalza per la sua abitudine di esibirsi sul palco a piedi nudi.
Ha avuto tre singoli piazzati al primo posto nel Regno Unito con (There's) Always Something There to Remind Me (1964), Long Live Love (1965) e soprattutto con Puppet on a String (1967), con il quale è diventata la prima cantante britannica a vincere l'Eurovision Song Contest. Altri suoi brani celebri furono Girl Don't Come, Tomorrow e Those Were The Days. È tornata nella top 40 britannica, per la prima volta dopo 15 anni, con la sua cover del 1984 della canzone dei The Smiths Hand in Glove. Ha annunciato il suo ritiro definitivo dall'attività musicale nel 2013.

## Biografia

### Primi anni
Sandra Ann Goodrich è nata e cresciuta a Dagenham, nell'Essex, in Inghilterra. Dopo aver lasciato la scuola, ha lavorato presso la vicina fabbrica della Ford della sua città natale e, nel tempo libero, inizia a farsi notare come modella prima di arrivare seconda come cantante in un concorso locale di talenti. Come premio, è apparsa in un concerto di beneficenza a Londra, dove il suo potenziale è stato notato dal cantante Adam Faith e da un giovanissimo Russ Ballard, all'epoca chitarrista nel suo gruppo, Adam Faith & The Roulettes. La presentò al suo manager, Eve Taylor, che le procurò un contratto con la Pye Records nel 1964 e le diede il nome d'arte con il quale diventerà celebre.

### Primi successi
Per lei, Taylor fa iniziare una collaborazione con il cantautore Chris Andrews, che scrisse il suo primo singolo, As Long As You're Happy Baby, che però non entra in classifica. Tuttavia, per il suo secondo singolo, Taylor le diede la canzone di Burt Bacharach e Hal David (There's) Always Something There to Remind Me che era già stata un successo negli Stati Uniti d'America per la cantante Lou Johnson piazzandosi alla posizione n. 49. La versione di Sandie Shaw salì al numero 1 nella UK Singles Chart nell'autunno del 1964, e scala anche le classifiche statunitensi al numero 52 della Billboard Hot 100 all'inizio dell'anno successivo.
I'd Be Far Better Off Without You venne pubblicato di seguito, ma i programmatori radiofonici preferirono trasmettere il suo lato B, Girl Don't Come, scritto anche da Andrews, e i lati sono stati scambiati. Girl Don't Come raggiunse la posizione n. 3 nel Regno Unito e divenne il suo più grande successo negli Stati Uniti, raggiungendo il n. 42. È stato seguito da ulteriori successi in Inghilterra tra cui I Stop at Nothing, Long Live Love, il suo secondo n. 1 nel Regno Unito nel 1965 e Message Understood. I singoli vennero prodotti da Taylor, Andrews e dalla stessa Shaw (anche se non è mai stata accreditata), con l'aiuto dell'organizzatore della Pye Records Ken Woodman.

### Apparizioni televisive
Sandie Shaw iniziò a partecipare ai programmi televisivi britannici più popolari dell'epoca come Top of the Pops, Ready Steady Go! e Thank Your Lucky Stars. È stata vista come l'incarnazione della Swinging London, e le sue esibizioni a piedi scalzi la rendono molto popolare per il grande pubblico. Inoltre, aumenta la sua fama europea registrando la maggior parte dei suoi singoli di successo in italiano – dove Girl Don't Come venne incisa come E ti avrò, Tomorrow con il titolo Domani e Those Were The Days come Quelli erano giorni, quest'ultima reincisa anche da Gigliola Cinquetti – francese, tedesco e spagnolo. Negli anni Sessanta pubblica anche sei album originali: Sandie (1965), Me (1965), Puppet on a String (1967), Love Me, Please Love Me (1967), The Sandie Shaw Supplement (1968) e Reviewing the Situation (1969). Questi album generalmente consistevano in brani scritti da Andrews mescolati con cover di brani resi popolari da altri musicisti.

### Il trionfo all'Eurovision Song Contest
Nel 1967 le vendite discografiche della cantante stavano diminuendo e il suo manager decise di darle una maggiore attrattività .Venne quindi invitata dalla BBC a rappresentare il Regno Unito all'Eurovision Song Contest, che quell’anno si teneva a Vienna. Lei aveva delle riserve poiché riteneva che ciò avrebbe distrutto la sua credibilità: decise quindi di eseguire cinque canzoni in The Rolf Harris Show, dalla quale doveva uscire con una votazione del pubblico quella che doveva partecipare alla competizione. Alla fine prevalse il brano di Bill Martin e Phil Coulter Puppet on a String. Sebbene il brano non le piacesse, pensando che non rappresentasse il suo repertorio preferito, la canzone vinse il concorso con un margine di voti quasi primato e fece di lei la prima cantante a vincere il concorso per il Regno Unito.
Pubblicato come singolo, Puppet on a String divenne il terzo n. 1 in Gran Bretagna – un primato per una cantante donna all'epoca – e divenne anche un successo internazionale (anche se non negli Stati Uniti) e il singolo più venduto dell'anno in Germania, dove si piazzò in ottava posizione, guadagnandosi il disco d'oro per un milione più vendite nel Regno Unito e in Europa (tra cui Austria, Norvegia e Olanda). A livello complessivo, il singolo ha realizzato vendite superiori a quattro milioni di copie, rendendolo la canzone vincente dell'Eurovision più venduta fino a oggi. Alcune stime suggeriscono che questo brano sia il singolo più venduto di tutti i tempi da un'artista britannica. Il successo all'Eurovision sarà il vertice più alto della sua carriera; a esso seguirà un lento declino, anche se ci saranno tentativi di rilancio uniti a nuove iniziative in altri campi. Oltretutto, proprio nel momento di maggiore seguito, la BBC aveva intenzione di ostracizzarla poiché era stata tirata in ballo durante un caso di divorzio, accusata di essere l'"altra donna".

### L'inizio della parabola discendente
La moda era diventata un altro marchio di fabbrica della cantante che nel 1968 inaugurò il suo marchio personale, vendendo abbigliamento, scarpe e gioielli. Nello stesso anno venne trasmesso il programma televisivo dedicato a lei, The Sandie Shaw Supplement, e pubblicò un LP con lo stesso titolo. Avrebbe dovuto inoltre fare il suo debutto cinematografico nel film Mrs. Brown, You got Got Lovely Daughter, ma è uscita dalla produzione prima dell'inizio delle riprese. Il suo ultimo successo nella Top 10 del Regno Unito (il suo ottavo in totale) è arrivato nel 1969 con Monsieur Dupont, cantato originariamente in tedesco dall'artista Manuela.
Alla fine del 1969 fu pubblicato il singolo Heaven Knows I'm Missing Him Now, che sarebbe diventato l'ispirazione, quindici anni più tardi, per un successo di The Smiths. Shaw produsse inoltre il suo ultimo album degli anni '60, Reviewing the Situation, che conteneva versioni di canzoni di artisti come Bob Dylan e The Rolling Stones e la rese la prima artista in assoluto a reinterpretare una canzone dei Led Zeppelin. La cantante terminò il 1969 comparendo sulla trasmissione della BBC Pop Go The Sixties, carrellata dei maggiori rappresentanti della scena musicale britannica andata in onda il 31 dicembre 1969, eseguendo i suoi due brani più noti, (There's) Alway's Something There To Remind Me e la versione tedesca di Puppet on a String, intitolata Wiedehopf Im Mai.

### Tentativi di rilancio
Nei primi mesi del 1970 tentò un rilancio della carriera in Italia, dove era diventata molto popolare sin dal 1966 quando fu in gara al programma Scala reale, partecipando come cantante ospite fissa di un ciclo (il 15°, tra gennaio e aprile) della trasmissione radiofonica Gran varietà, dove cantò anche la sigla finale, Un battito d'ali, e inoltre al Festival di Sanremo con il brano Che effetto mi fa in coppia con Pino Donaggio, non giungendo però alla finale.
Sebbene iniziasse lei stessa a scrivere canzoni, il suo contratto con la Pye Records terminò nel 1972. Si è ritirata dalla vita musicale come cantante pop e ha intrapreso altre iniziative, tra cui la co-scrittura di un musical rock, la recitazione in produzioni teatrali (interpretava Ofelia nell'Amleto di William Shakespeare e Giovanna d'Arco in Saint Joan) e la scrittura di libri per bambini. Nel 1972 ha ulteriormente dimostrato la sua versatilità come artista comparendo nel programma della BBC The Good Old Days. Nel 1973, Shaw fu una degli otto artisti a cui venne assegnato un proprio speciale televisivo sul primo canale della BBC My Music My Way, dove tra gli altri ospiti c'erano anche i Blue Mink. Decise di lasciare la musica attiva e trovò lavoro in un ristorante nel centro di Londra come cameriera, ma nel 1977 pubblicò due singoli per l'etichetta CBS e l'anno seguente, convertitasi al buddismo, iniziò un impegno permanente con Sōka Gakkai.

### Il rientro sulle scene
Il suo secondo marito, Nik Powell, la introdusse alla BEF. Registrò una versione di Anyone Who Had a Heart per il loro album Music of Quality And Distinction sull'etichetta Virgin Records, che l'ha riportata alla ribalta. Chrissie Hynde dei Pretenders l'ha invitata a esibirsi in un duetto eseguendo Girl Don't Come durante uno spettacolo dei Pretenders, e le due donne hanno iniziato un'amicizia a lungo termine. Nell'anno Shaw scrisse e registrò un album, il primo dopo oltre un decennio, Choose life, per pubblicizzare la World Peace Exposition a Londra nel marzo 1983. Più tardi, una nuova fase della sua carriera iniziò dopo che ricevette una lettera da coloro che si autodefinirono "due incurabili fan di Sandie Shaw" - il cantante Morrissey e il chitarrista solista Johnny Marr degli Smiths - dicendole che "La leggenda di Sandie Shaw non può ancora essere finita, c'è ancora molto da fare". Il marito di Shaw era un amico di Geoff Travis dei Rough Trade Records, la stessa etichetta degli Smiths, e accettò di registrare alcune delle loro canzoni.
Nell'aprile 1984 venne pubblicata la sua versione del primo singolo degli Smiths, Hand in Glove e raggiunse il picco proprio nella Top 30 britannica. Ha registrato una nuova versione del suo primo successo (There's) Alway's Something There To Remind Me per il film Lettera a Brezhnev, e poi ha pubblicato due cover di canzoni di Lloyd Cole come singoli sull'etichetta Polydor. Il 1986 la vide intraprendere il suo primo tour mondiale in quasi 20 anni con una band composta in gran parte da membri dei JoBoxers, seguita nel 1988 dall'album Hello Angel, il cui nome venne ispirato da una cartolina di Morrissey. Intraprende altri due tour mondiali di successo e fa la sua apparizione nei festival Gay Pride and Peace. Nel 1990 appare per la seconda volta al Festival di Sanremo cantando Deep Joy, la versione inglese della canzone di Milva Sono Felice.

### Gli anni Novanta
Gli anni '90 hanno visto l'uscita di molti album di raccolte del materiale della cantante su varie etichette minori, nonché ristampe di alcuni dei suoi album originali. Nel 1991 pubblicò la sua autobiografia, dal titolo emblematico The World at My Feet (Il mondo ai miei piedi), e l'anno successivo ha iniziato a studiare all'Università di Oxford e all'Università di Londra laureandosi come psicoterapeuta nel 1994. Durante quel periodo, ha registrato nuove versioni di alcune delle sue canzoni degli anni Sessanta per l'album Nothing Less Than Brilliant, pubblicato nel 1994. Fu anche in questo periodo che Shaw divorziò da Powell e conobbe il suo terzo marito, Tony Bedford. Concentrandosi su una nuova carriera come psicoterapeuta, nel 1997 Shaw ha aperto con Bradford l'Art Clinic per fornire assistenza psicologica e sviluppo creativo a quelli industriali. La clinica ora continua a fornire supporto psicologico a coloro che si occupano di intrattenimento, media e sport. Nel 1998 è stata invitata a far parte della Royal Society of Musicians come professoressa onoraria di musica.

### Gli anni duemila
La cantante intraprese inoltre una battaglia legale di successo per stabilire la proprietà di tutto il suo catalogo discografico e ha iniziato a lavorare con cantanti e produttori contemporanei, rielaborando gran parte dei suoi materiali degli anni '60 e '80. Nel 2003 ha concesso in licenza il suo catalogo discografico in tutto il mondo alla EMI, ha continuato a sviluppare la sua clinica e ha iniziato a svolgere attività di affiancamento e mentoraggio. Nel frattempo, la Emi pubblicò raccolte delle sue registrazioni francesi e italiane, e l'anno seguente pubblicò compilation simili in spagnolo e tedesco. Versioni recentemente rimasterizzate di Reviewing the Situation e Hello Angel sono state pubblicate con tracce bonus, e verso la fine dell'anno è stato rilasciato un cofanetto da 4 CD intitolato Nothing Comes Easy. Sempre nel 2003, l'attrice Ashley Williams ha interpretato il ruolo della cantante in un episodio della serie televisiva americana American Dreams, eseguendo (There's) Always Something There to Reminds Me.
Durante questo decennio, ha rinnegato le precedenti dichiarazioni di odio per l'Eurovision Song Contest e ha annunciato di essere orgogliosa della sua partecipazione all'Eurovision nello show della BBC Making Your Mind Up. Ha anche partecipato per un breve periodo con Brian Matthew nel suo show radiofonico di lunga data della BBC del sabato mattina Sounds of the 60s nel dicembre 2006. Il 26 febbraio 2007, in occasione del suo sessantesimo compleanno, la cantante pubblica sul suo sito web ufficiale una nuova versione rielaborata di Puppet on a String, dal titolo Puppet's Got a Brand New String, che ha subito una revisione completa del suono e della voce sotto la supervisione della sua amica Howard Jones e del mixer Andy Grey. Lo stile schlager originario della canzone è stato sostituito con una melodia più calma.

### Gli anni duemiladieci
Nell'aprile 2010, la cantante è apparsa nel programma televisivo inglese della ITV Loose Women, e ha rivelato che stava tornando in sala di registrazione e avrebbe cantato nella colonna sonora del film britannico Made in Dagenham. Ha anche colto l'occasione per criticare nuovamente l'Eurovision Song Contest, sostenendo che era già brutto quando vi partecipò, ma adesso è peggiorato ancora. Nell'agosto dello stesso anno, è apparsa al Vintage, un festival esclusivo nella tenuta di Goodwood nel West Sussex, come ospite speciale di Wayne Hemingway (Red or Dead) che ha organizzato l'evento. Oltre a ospitare il suo set sul palco principale, con numerose cantanti ospiti femminili, ha anche effettuato veloci apparizioni su altri palcoscenici, inclusa l'esecuzione della canzone Downtown con il compositore Tony Hatch e un'orchestra. Il 26 dicembre 2010 è ospite nel programma Desert Island Discs della BBC Radio 4 eseguendo Remember (Walking in the Sand) di The Shangri-Las, Barefootin di Georgie Fame e Here Comes the Sun dei Beatles. Alla fatidica domanda su quali fossero i suoi otto brani preferiti da portare in un'isola deserta, la cantante ha replicato «Oh, io non posso essere salvata, loro possono tenerseli tutti». Alla vigilia di Capodanno del 2011, si esibisce nel programma radiofonico del secondo canale della BBC Hootenanny, con il supporto della Rhythm and Blues Orchestra di Jools Holland, con il quale parte in tour durante quell'anno.
Nell'agosto 2012 è stata ospite, insieme alle cantanti Petula Clark, Helen Shapiro e Jackie Trent, e al produttore e manager Vicki Wickham, nel programma radiofonico della BBC The Reunion. L'anno seguente annuncia il suo ritiro definitivo dalla scena musicale. Nel 2017 Sandie Shaw è stata nominata membro dell'Ordine dell'Impero britannico (MBE) per i servizi alla musica.

## Vita privata
Sandie Shaw si sposa per la prima volta il 6 marzo 1968 con lo stilista Jeff Banks a Londra, e nel febbraio 1971 nasce la loro figlia Gracie Banks. La coppia divorziò nel 1978 e, quattro anni dopo, si sposa per la seconda volta con Nik Powell, co-fondatore del Virgin Group e presidente della European Film Academy, dal quale ha due figli. Anche questa unione termina nel 1995 con un divorzio e in seguito si unisce in matrimonio per la terza volta con Tony Bedford.
Nell'agosto 2007, la cantante ha rivelato di aver subito un intervento "correttivo" sui suoi piedi, che ha definito "brutto"; l'operazione chirurgica l'ha lasciata incapace di camminare per due mesi.

## Attivismo e politica
Nell'aprile 2012 la Shaw si è unita alla campagna di Amnesty International per porre fine alle violazioni dei diritti umani in Azerbaigian, paese ospitante dell'Eurovision Song Contest 2012, dopo che la giornalista Xədicə İsmayılova venne ricattata con un video a sfondo sessuale. La Shaw dichiarò: «Che qualcuno si chini così in basso nel tentativo di mettere a tacere un giornalista indipendente è disgustoso. Le persone dietro questa spaventosa campagna di ricatto e diffamazione devono essere assicurate alla giustizia. E la persecuzione dei giornalisti indipendenti in Azerbaigian deve cessare».
Nell'agosto 2014, la Shaw fu uno dei 200 personaggi pubblici firmatari di una lettera al periodico The Guardian che esprimeva la speranza che la Scozia avrebbe votato per rimanere parte del Regno Unito nel referendum del settembre dello stesso anno su tale questione.

## Discografia

### Album in studio
- Sandie (1965)
- Me (1965)
- Love Me, Please Love Me (1967)
- The Sandie Shaw Supplement (1968)
- Reviewing the Situation (1969)
- Choose Life (1983)
- Hello Angel (1988)

### Compilation
- The Golden Hits of Sandie Shaw (1966)
- Puppet on a String (1967)
- 64/67 Complete Sandie Shaw Set (1993)
- Nothing Less Than Brilliant (1994)
- Pourvu Que Ça Dure - Sandie Shaw Chante En Français (2003)
- La Cantante Scalza – Sandie Shaw Canta In Italiano (2003)
- Wiedehopf Im Mai - Sandie Shaw Singt Auf Deutsch (2004)
- Marionetas En La Cuerda - Sandie Shaw Canta En Español (2004)
- Nothing Comes Easy (4-CD box set) (2004)
- The Very Best of Sandie Shaw (2005)
- The Collection (2007)

### Extended Playing
- (There's) Always Something There to Remind Me (1964)
- Long Live Love (1965)
- Talk About Love (1965)
- Message Understood (1966)
- Tomorrow (1966)
- Nothing Comes Easy (1966)
- Run with Sandie (1966)
- Sandie Shaw in French (1967)
- Sandie Shaw in Italian (1967)
- Tell the Boys (1967)

### Singoli
- As Long as You're Happy Baby/Ya-Ya–Da-Da Pye 7N 15671 (UK), Mercury 72315 (USA) (luglio 1964)
- (There's) Always Something There to Remind Me/Don't You Know Pye 7N 15704 (UK), Reprise 0320 (USA) (settembre 1964) UK Singles Chart n. 1
- Girl Don't Come/I'd Be Far Better Off Without You Pye 7N 15743 (UK), Reprise 0342 (USA) (dicembre 1964) UK Singles Chart n. 3
- I'll Stop at Nothing/You Can't Blame Him Pye 7N 15783 (UK) (febbraio 1965) UK Singles Chart n. 4
- Long Live Love/I've Heard About Him Pye 7N 15841 (UK), Reprise 0375 (USA) (maggio 1965) UK Singles Chart n. 1
- Message Understood/Don't You Count on It Pye 7N 15940 (UK), (settembre 1965) UK Singles Chart n. 6
- How Can You Tell/If Ever You Need Me Pye 7N 15987 (UK) Reprise 0427 (USA) (novembre 1965) UK Singles Chart n. 21
- Tomorrow/Hurting You Pye 7N 17036 (UK) Reprise 0449 (USA) (gennaio 1966) UK Singles Chart n. 9
- Nothing Comes Easy/Stop Before You Start Pye 7N 17086 (UK) Reprise 0488 (USA) (maggio 1966) UK Singles Chart n. 14
- Run/Long Walk Home Pye 7N 17163 (UK) (agosto 1966) UK Singles Chart n. 32
- Think Sometimes About Me/Hide All Emotion Pye 7N 17212 (UK) Reprise 0546 (USA) (novembre 1966) UK Singles Chart n. 32
- I Don't Need Anything/Keep In Touch Pye 7N 17239 (UK) (gennaio 1967) UK Singles Chart n. 50
- Puppet on a String/Tell the Boys Pye 7N 17272 (UK) Reprise 0575 (USA) (marzo 1967) UK Singles Chart n. 1
- Tonight in Tokyo/You've Been Seeing Her Again Pye 7N 17346 (UK) (luglio 1967) UK Singles Chart n. 21
- You've Not Changed/Don't Make Me Cry Pye 7N 17378 (UK) (settembre 1967) UK Singles Chart n. 18
- Today/London Pye 7N 17441 (UK) (gennaio 1968) UK Singles Chart n. 27
- Don't Run Away/Stop Pye 7N 17504 (UK) (aprile 1968)
- Show Me/One More Lie Pye 7N 17564 (UK) (giugno 1968)
- Together/Turn on the Sunshine Pye 7N 17587 (UK) (agosto 1968)
- Make It Go/Those Were the Days Pye 7N 17611 (UK) (ottobre 1968)
- Monsieur Dupont/Voice in the Crowd Pye 7N 17675 (UK) (febbraio 1969) UK Singles Chart n. 6
- Think It All Over/Send Me a Letter Pye 7N 17726 (UK) (maggio 1969) UK Singles Chart n. 42
- Heaven Knows I'm Missing Him Now/So Many Things to Do Pye 7N 17821 (UK) (settembre 1969)
- By Tomorrow/Maple Village Pye 7N 17894 (UK) (gennaio 1970)
- Wight Is Wight/That's the Way He's Made Pye 7N 17954 (UK) (giugno 1970)
- Rose Garden/Maybe I'm Amazed Pye 7N 45040 (UK) (febbraio 1971)
- Show Your Face/Dear Madame Pye 7N 45073 (UK) (giugno 1971)
- Where Did They Go/Look at Me Pye 7N 45118 (UK) (febbraio 1972)
- Father and Son/Pity the Ship Pye 7N 45164 (UK) (agosto 1972)
- One More Night/Still So Young CBS 5371 (UK) (giugno 1977)
- Just a Disillusion/Your Mama Wouldn't Like It CBS 5513 (UK) (agosto 1977)
- Anyone Who Had a Heart/Anyone Who Had a Heart (instrumental) Virgin 484 (UK) (aprile 1982)
- Wish I Was/Life Is Like a Star Palace 3 (UK) (aprile 1983)
- Hand in Glove/I Don't Owe You Anything Rough Trade 130 (UK) (aprile 1984) UK Singles Chart n. 27
- Are You Ready to Be Heartbroken?/Steven (You Don't Eat Meat) Polydor 793 (UK) (maggio 1986) UK Singles Chart n. 68
- Frederick/Go Johnny Go Polydor 811 (UK) (luglio 1986) UK Singles Chart n. 93
- Please Help the Cause Against Loneliness/I Will Remain Rough Trade 220 (UK) (settembre 1988) UK Singles Chart n. 86
- Nothing Less Than Brilliant/Love Peace Rough Trade 230 (UK) (novembre 1988)
- Nothing Less Than Brilliant/(There's) Always Something There to Remind Me Virgin 1521 (UK) (novembre 1994) UK Singles Chart n. 66

### 45 giri italiani
I primi cinque singoli furono pubblicati dalla Pye Records, gli ultimi tre dalla RCA Victor.
- E ti avrò/Viva l'amore con te (1966)
- Domani/Quello che tu cerchi amica (1966)
- Ho sognato te/La danza delle note (1967)
- Quelli erano giorni/Com'è bella la sera (1968)
- Lo vuole lui lo vuole lei/Quel po' che mi dà (1966)
- Lo vuole lui lo vuole lei/Stop lì dove stai (1966)
- Oggi/ Londra (1969)
- Un battito d'ali/Dammi tempo (1970)
- Che effetto mi fa/Usignolo usignolo (1970)